# Zdravka Iordanova
Zdravka Iordanova (búlgar: Здравка Йорданова)  (Sofia, 9 de desembre de 1950) és una remadora búlgara, ja retirada, que va competir durant la dècada de 1970.
El 1976 va prendre part en els Jocs Olímpics de Mont-real on, fent parella amb Svetlana Otsetova, guanyà la medalla d'or en la prova del doble scull del programa de rem. Quatre anys més tard, als Jocs de Moscou, fou quarta en la mateixa prova.
En el seu palmarès també destaquen una medalla d'or, dues de plata i una de bronze en la modalitat de doble scull al Campionat del món de rem, entre el 1975 i el 1978.